# Aarhus Hovedbanegård
Aarhus Hovedbanegård, zkráceně Aarhus H, česky Aarhus hlavní nádraží, je největší železniční stanice v Aarhusu, druhém největším dánském městě, ležící v regionu Midtjylland. S přibližně 6,3 miliony odbavenými cestujícími ročně se jedná o druhé nejvytíženější nádraží v zemi, hned po hlavním nádraží v Kodani.

## Historie

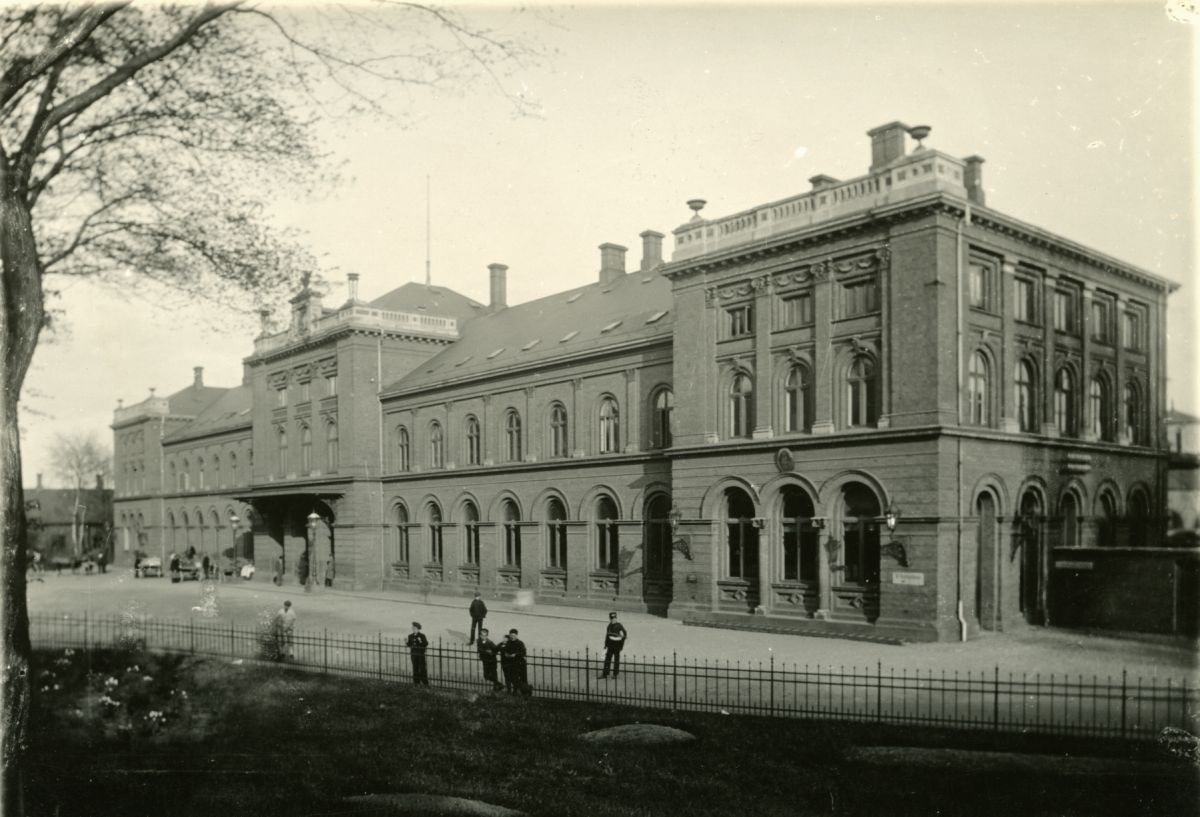
budova aarhuského hlavního nádraží v roce 1905

Železnice byla do Aarhusu přivedena v roce 1862, kdy byla zprovozněna trať Aarhus–Randers, vybudovaná britskou společností Peto, Brassey and Betts. Poblíž aarhuské ulice Ryesgade, v místech dnešního nádraží, tak vznikla jižní konečná stanice této trati.
Roku 1884 byla vybudována nová výpravní budova v neorenesančním stylu, navržená Thomasem Arboem a Williamem Augustem Thulstrupem, kteří se zřejmě inspirovali hlavním nádražím v Bonnu. Město se však rychle rozvíjelo, tudíž budova přestala svou velikostí stačit. V roce 1927 tak byla postavena současná nádražní budova podle návrhu architekta Dánských státních drah Knuda Tanggaarda Seesta jako jedna z částí celého okolí stanice.

## Provoz
Na nádraží se nacházejí dohromady čtyři nástupiště s celkem osmi nástupními hranami, z toho jedno oboustranné nástupiště je určeno pro rychlodrážní tramvaje linky T1 do Grenaa a T2 z Odderu do Lystrupu a ke škole v Lisbjergu. Na zbývajících třech nástupištích zastavují vlaky InterCity z kodaňského letiště přes Odense a Aarhus do Frederikshavn, regionální vlaky do Esbjergu a Herningu a osobní vlaky do Strueru či Skejrn.

## Galerie

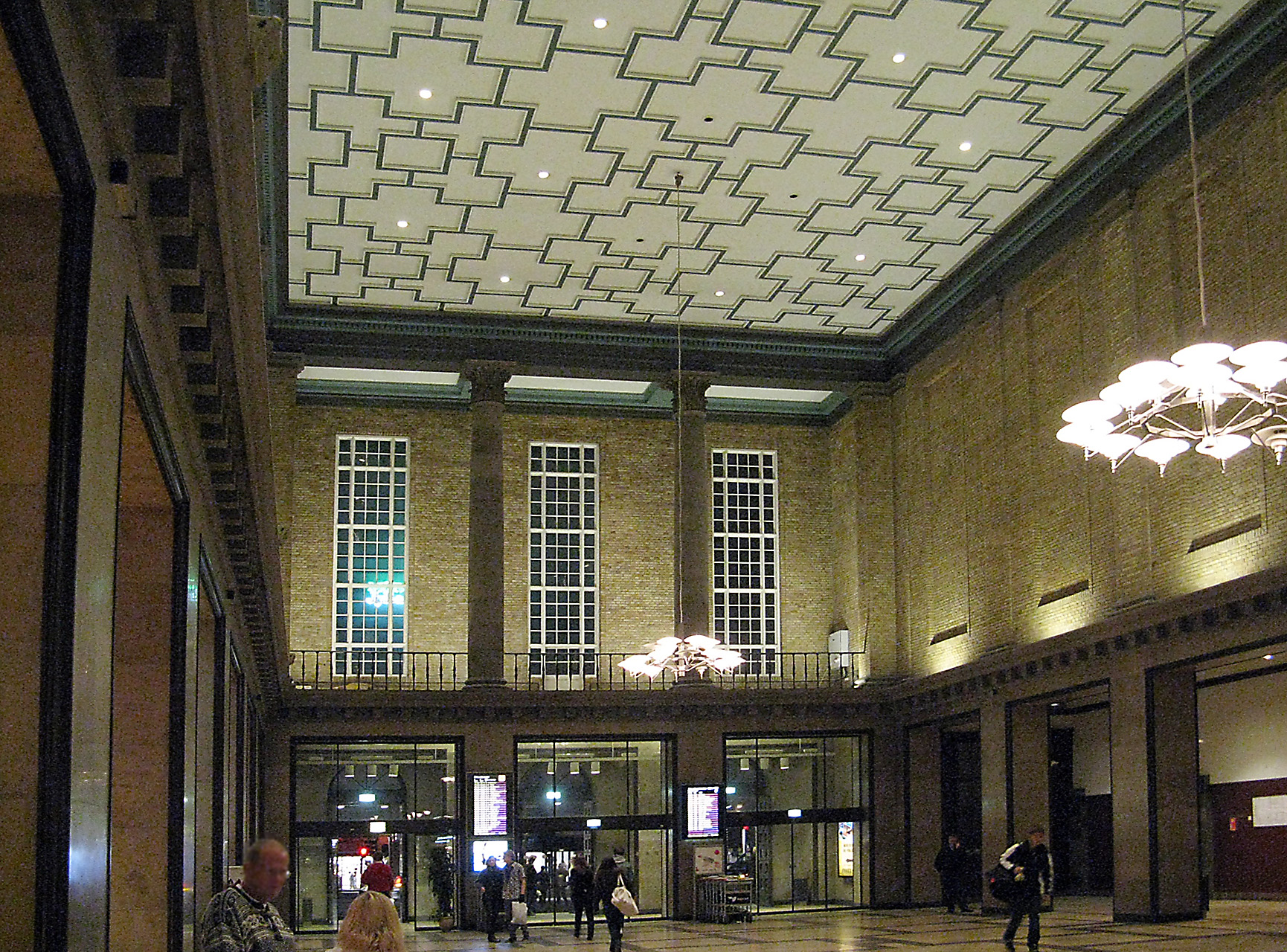
interiér vstupní haly
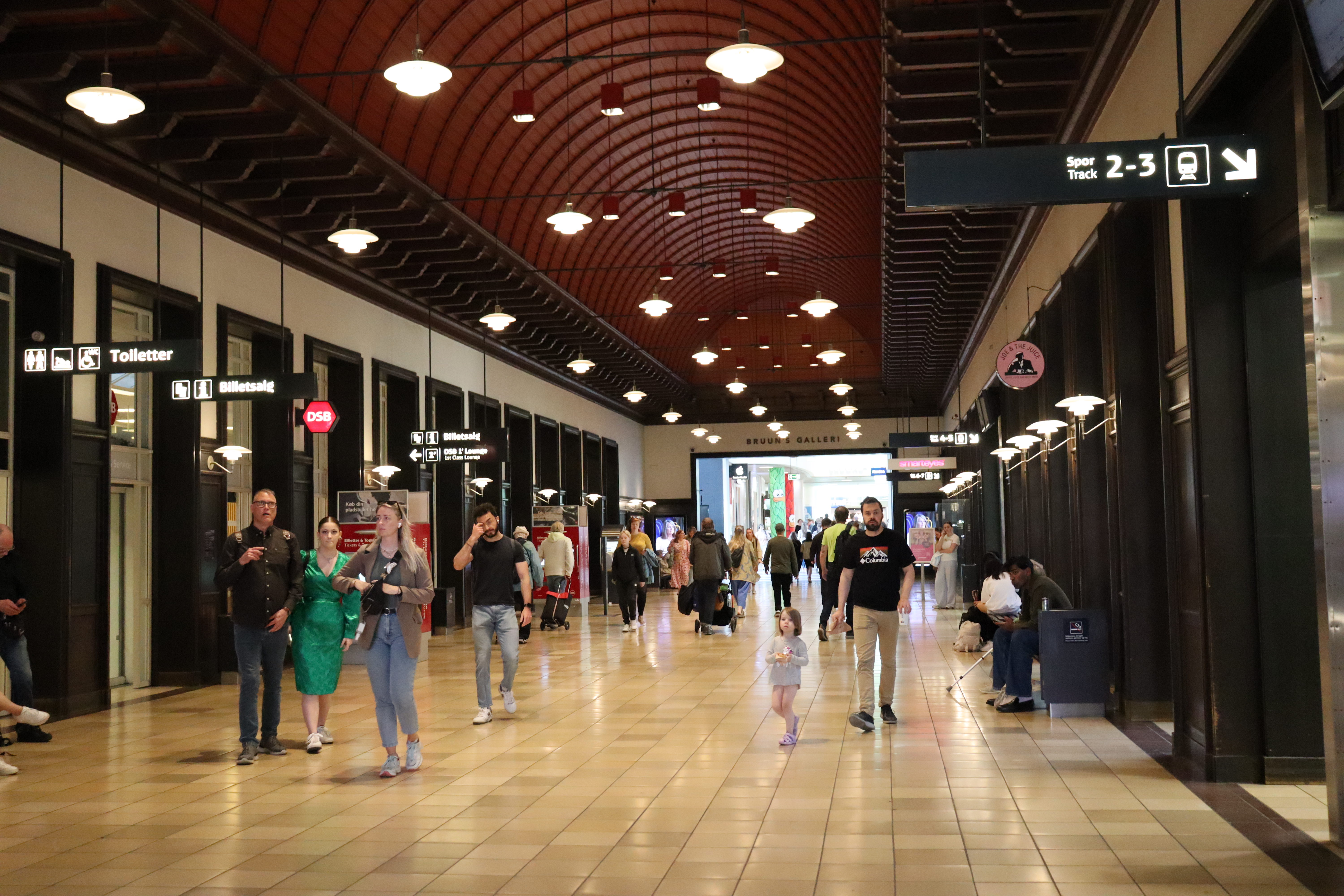
průchod ze vstupní haly do nákupního centra tvořící nadchod s přístupy na nástupiště
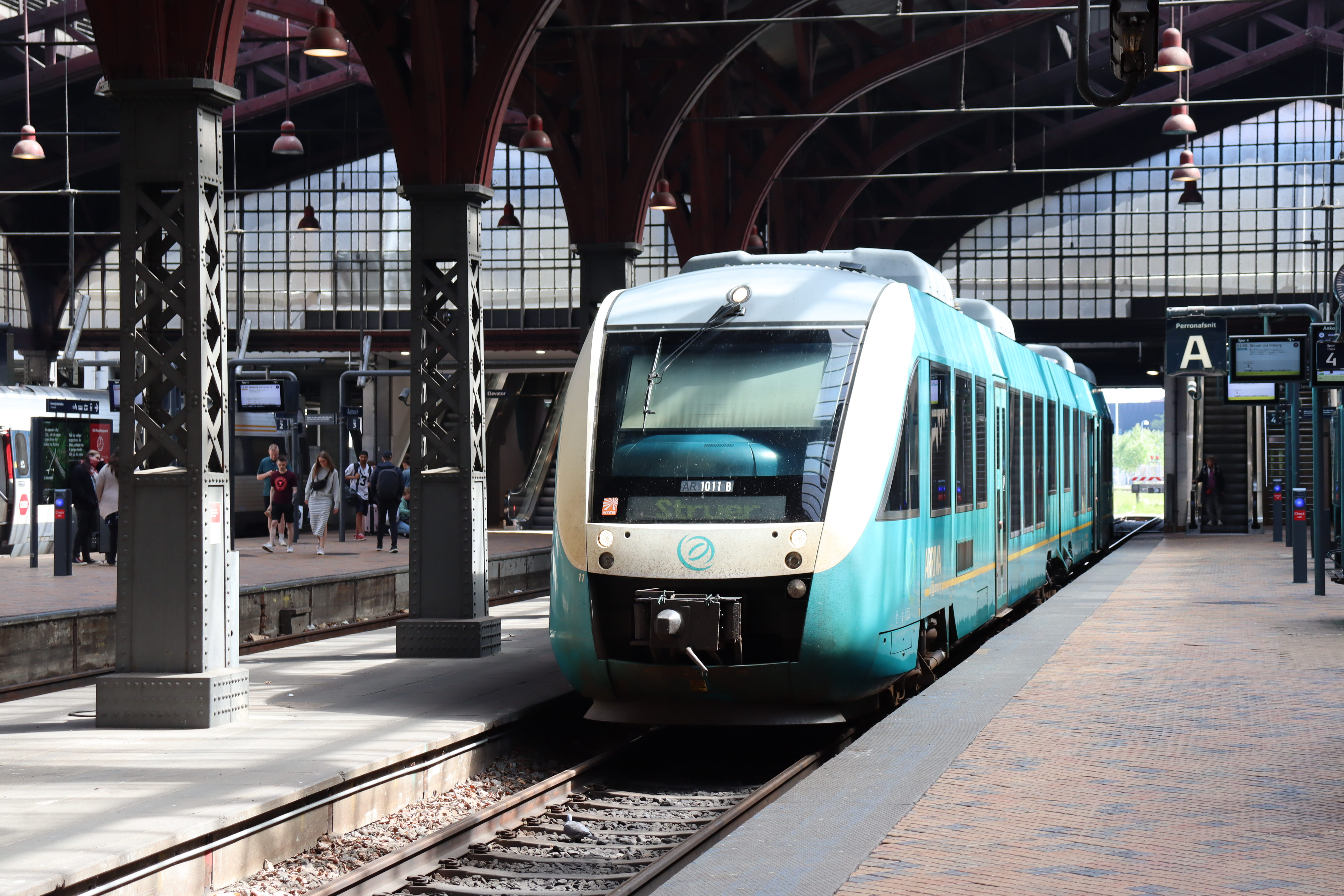
vlak do Strueru
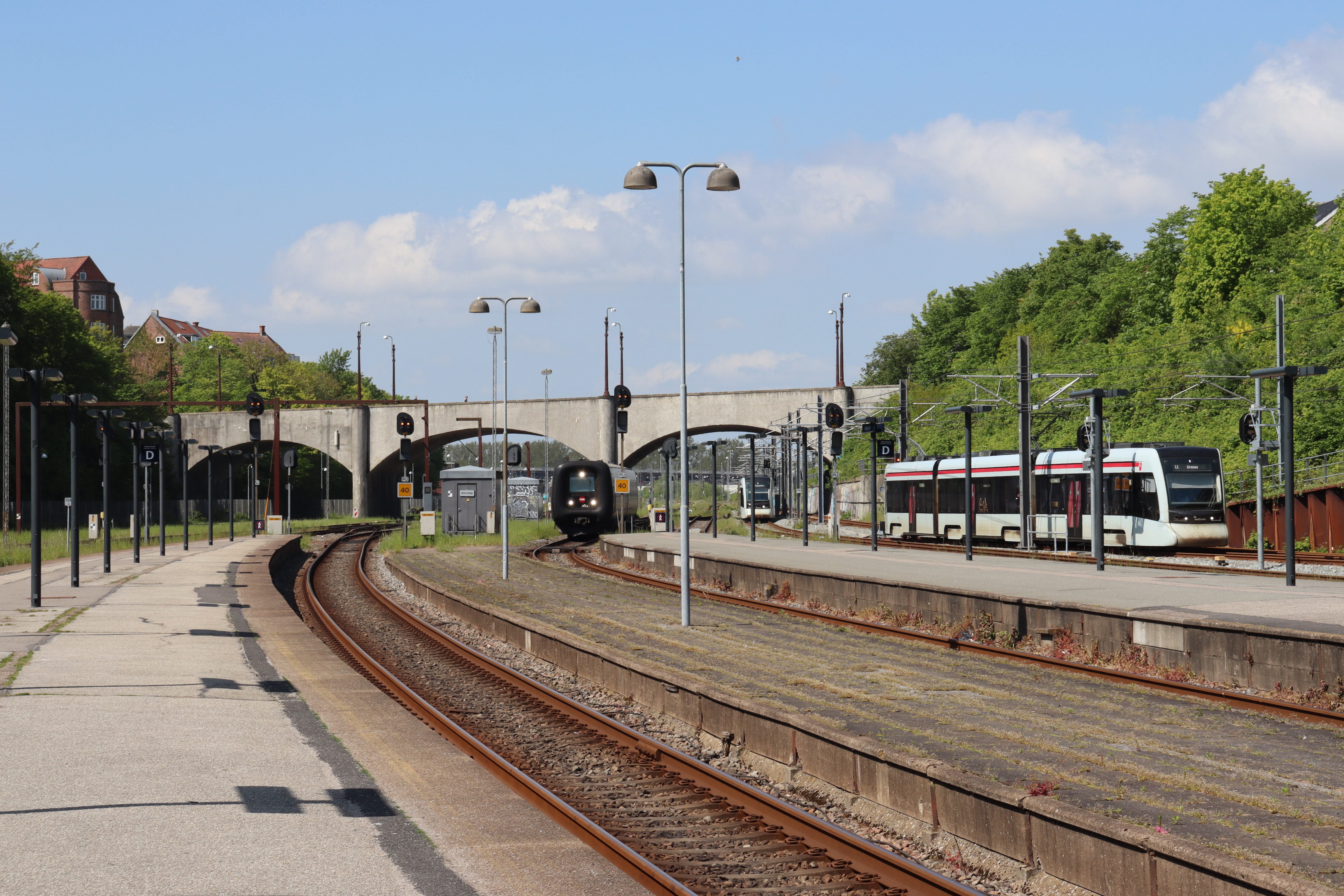
pohled západním směrem
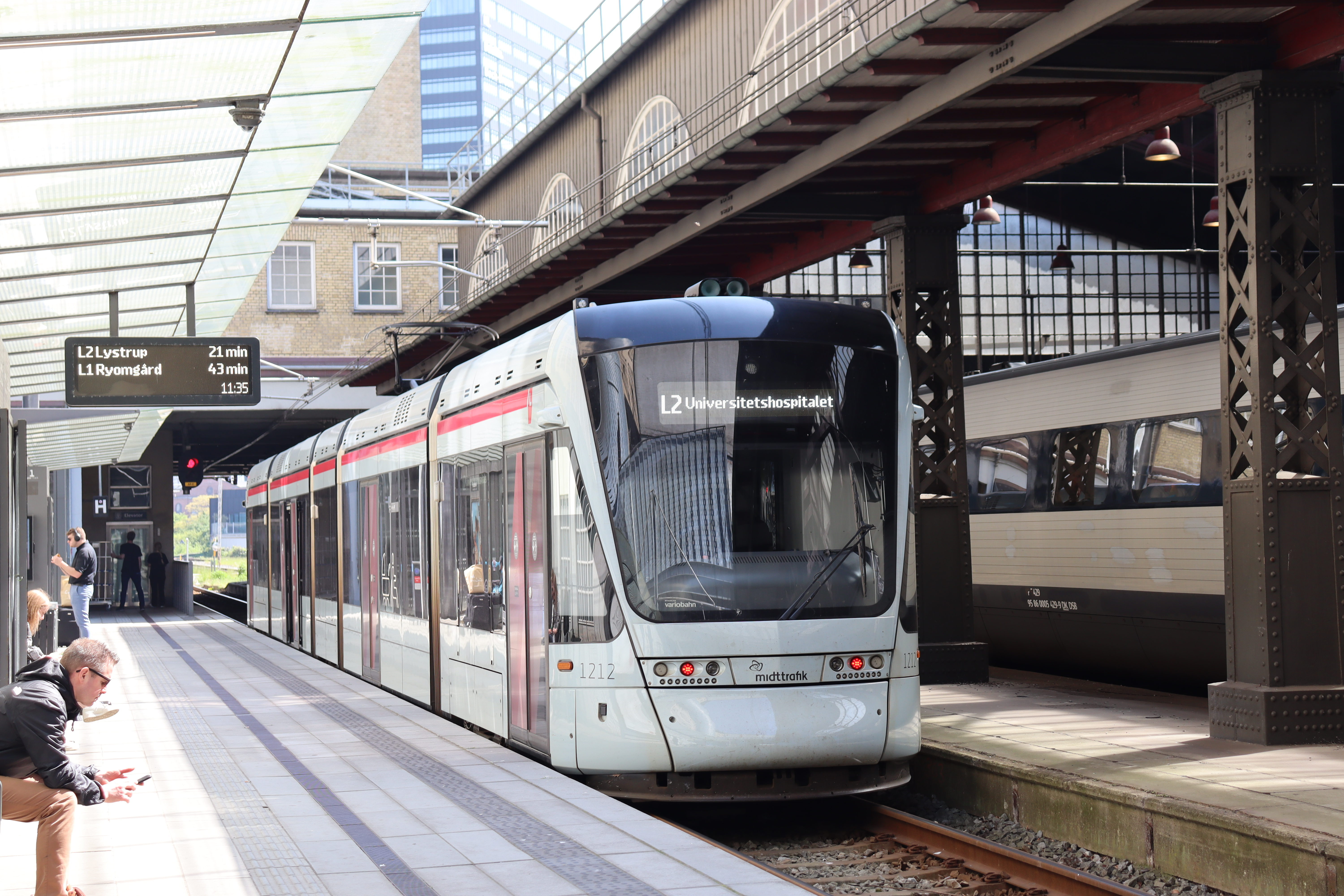
rychlodrážní tramvaj na lince L2